# المسيحية في ناجالاند

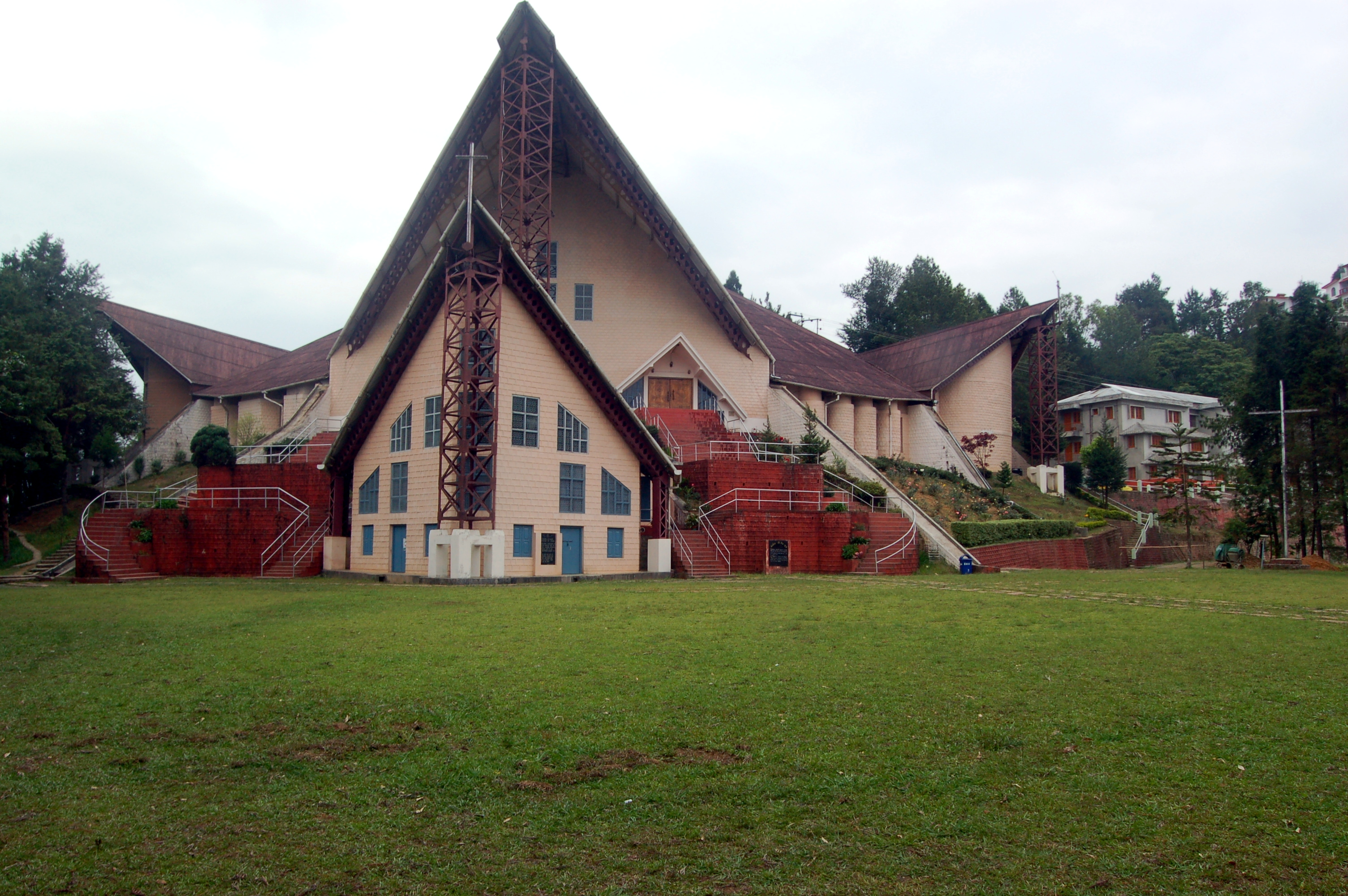
كنيسة رومانية كاثوليكية في مدينة ديمابور.

المسيحية هي الديانة السائدة في ناجالاند ويشكل أتباعها حوالي 88% من مجمل السكان. وتشكل الولاية إلى جانب كل من ميغالايا وميزورام الولايات الثلاث ذات الأغلبية المسيحية في الهند. الدولة لديها معدل مرتفع بشكل كبير في نسبة حضور والتردد على الكنائس في كل من المناطق الحضرية والريفية. وتهيمن الكنائس الضخمة تهيمن على مدن الولاية مثل ديمابور.
ومن المعروف أن ناجالاند بأنها «الولاية الوحيدة ذات الأغلبية المعمدانية في العالم». بين المسيحيين يشكل المعمدانيين أكثر من 75% من سكان الولاية، مما يجعلها أكثر المناطق المعمدانية (على أساس نسبة مئوية) في العالم؛ تليها ولاية ميسيسيبي في جنوب الولايات المتحدة، حيث 55% من السكان معمدانيين، وتكساس والتي يشكل أتباع الكنيسة المعمدانية حوالي 51% من مجمل السكان. هناك حضور أيضًا إلى الكنيسة الرومانية الكاثوليكية، وكنائس الصحوة، والخمسينية. هناك تواجد للكاثوليك بأعداد كبيرة في أجزاء من منطقة وخا ومنطقة كوهيما كما هي الحال في المناطق الحضرية في ديمابور.